# Yakuza 4
Yakuza 4 (龍が如く4 伝説を継ぐもの, Ryū ga Gotoku 4: Densetsu wo Tsugumono, littéralement « Comme un dragon 4 : Successeur de la légende ») est un jeu vidéo d'action-aventure développé par CS1 Team et édité par Sega, sorti en 2010 sur PlayStation 3.
Le joueur incarne tour à tour Kazuma Kiryū, le héros de la série, Shun Akiyama, un prêteur sur gages, Taiga Saejima, un repris de justice condamné pour 18 meurtres en 1985, et Masayoshi Tanimura, un policier.
La version occidentale n'a pas été censurée comme l'a été Yakuza 3, le précédent titre de la série.

## Commercialisation
Au Japon a été commercialisée une édition collector du jeu, intitulée DX Pack. Celle-ci comprend :
- une flasque d'alcool en acier inoxydable sur laquelle est gravée la représentation du tatouage de Kazuma Kiryu (un dragon) ;
- un exemplaire du Kamutai magazine ;
- un exemplaire du jeu.

Lors de sa localisation en dehors du Japon, en plus de la version standard, le jeu est disponible en deux éditions limitées :
- la Kuro Edition (noir) comprenant un steelbook noir orné de deux dragons blancs (représentation du tatouage de Kazuma Kiryu) ainsi que des DLC (des costumes pour les différents protagonistes, un mode Survival, un parking souterrain pour y faire de la course à pied et la Fighting Arena. Cette édition n'est disponible qu'en France, au Royaume-Uni et en Australie ;
- la Shiro Edition (blanc) comprenant un steelbook blanc orné de deux dragons dorés (représentation du tatouage de Kazuma Kiryu) ainsi que les mêmes DLC que l'édition Kuro. Cette édition n'est disponible qu'au Royaume-Uni et en Australie.

En Australie uniquement est sortie une édition limitée intitulée Ichiban Box (première boite) comprenant le contenu de la Kuro Edition, un calendrier illustrant les hôtesses du jeu, un bol de riz et des baguettes à l'effigie du jeu le tout dans un paquet de nouilles blanc orné des mêmes dragons que sur le steelbook.